# Blackburn Botha
Blackburn B.26 Botha là một loại máy bay ném bom thả ngư lôi/trinh sát 4 chỗ của Anh. Nó được hãng Blackburn Aircraft chế tạo tại nhà máy ở Dumbarton, Scotland, đây là một đối thủ của loại máy bay Bristol Beaufort, đưa vào trang bị của RAF vào năm 1939. Do máy bay gặp nhiều vấn đề nên đã nhanh chóng bị rút khỏi các chiến dịch.

## Biến thể
- Botha Mk I: Phiên bản trinh sát, ném bom phóng ngư lôi 4 chỗ.
- Botha TT Mk I: Máy bay kéo bia bay.

## Quốc gia sử dụng
United Kingdom
- Không quân Hoàng gia

## Tính năng kỹ chiến thuật (Botha Mk.I)

The Hamlyn Concise Guide to British Aircraft of World War II 

### Đặc điểm riêng
- Tổ lái: 4
- Chiều dài: 51 ft 1,5 in (15,58 m)
- Sải cánh: 59 ft (17,98 m)
- Chiều cao: 14 ft 7,5 in (4,46 m)
- Diện tích cánh: 518 ft² (48,12 m²)
- Trọng lượng rỗng: 11.830 lb (5.366 kg)
- Trọng lượng cất cánh tối đa: 18.450 lb (8.369 kg)
- Động cơ: 2 × Bristol Perseus, 930 hp (694 kW) mỗi chiếc

### Hiệu suất bay
- Vận tốc cực đại: 216 kn (249 mph, 401 km/h)
- Vận tốc hành trình: 184 kn (212 mph, 341 km/h)
- Tầm bay: 1.100 nmi (1.270 mi, 2.044 km)
- Trần bay: 17.500 ft (5.335 m)

### Vũ khí
- 3 súng máy 0.303 in (7,7 mm)
- Ngư lôi, bom với trọng lượng 2.000 lb (907 kg)